# 한국영화프로듀서조합
한국영화프로듀서조합은 한국영화 프로듀서들의 권익옹호와 한국영화의 발전도모를 목적으로 2008년 4월 15일 설립된 대한민국 문화체육관광부 소관의 사단법인이다. 사무실은 서울특별시 강남구 논현동 135-6 인산빌딩 3층(우:135-818)에 있다.

## 주요 사업
- 회원의 권익 및 복지향상을 위한제반사업
- 회원의 업무능력 강화 및 제작시스템개선을 위한 정책 개발
- 회원간 친목도모와 정보교류 및 한국영화 단체들과의 교류, 연대